# Sidney’s Family Tree
Sidney’s Family Tree ist ein US-amerikanischer animierter Kurzfilm von Art Bartsch und Gene Deitch aus dem Jahr 1958.

## Handlung
Elefant Sidney trauert, da alle Tierkinder Eltern haben, nur er mit 44 Jahren noch nicht. Weder das Nilpferd noch die Giraffe wollen ihn adoptieren, doch findet Sidney in einer Affenfrau eine Adoptivmutter. Ihr Affenmann ist entsetzt, als ihm sein neues Adoptivkind präsentiert wird, zumal Sidney nun wie seine Eltern auch auf Bäumen sitzen will und so die Äste zum Brechen bringt. Der Affenmann lockt Sidney schließlich einen Berg hinauf und hofft, dass er abstürzt. Da Sidney sich am Fels entlang gräbt, will er ihn schließlich in eine Felshöhle locken und einsperren, doch bringt Sidney beim Versuch, durch das enge Höhlenloch zu kommen, den gesamten Fels zum Einsturz. Wenig später scheint sich das „Problem Sidney“ von selbst zu lösen: Der Elefant verliebt sich in eine Elefantendame und verlässt seine Eltern. Der Affenmann triumphiert, die Affenmutter trauert – bis Sidney schließlich mit seiner Geliebten auf dem Baum erscheint und verkündet, dass beide solange bei ihnen einziehen wollen, bis sie sich eine eigene Bleibe leisten können.

## Produktion
Sidney’s Family Tree kam am 1. Dezember 1958 als Teil der Terrytoons-Trickfilmserie Sidney the Elephant in die Kinos. Es war der zweite von 19 Animationsfilmen der Serie. Sämtliche Figuren werden von Lionel G. Wilson gesprochen.

## Auszeichnungen
Sidney’s Family Tree wurde 1959 für einen Oscar in der Kategorie „Bester animierter Kurzfilm“ nominiert, konnte sich jedoch nicht gegen Knighty Knight Bugs durchsetzen.